# Josh Rodriguez
Joshua "Josh" Andrew Rodriguez – amerykański zapaśnik walczący w stylu wolnym. Mistrz panamerykański w 2019. Złoty medalista mistrzostw panamerykańskich juniorów w 2014 roku.
Zawodnik Ernest Righetti High School z Santa Maria i North Dakota State University roku.